# 石井鶴山
石井 鶴山（いしい かくざん）は、江戸時代後期の儒学者。佐賀藩士。漢詩に優れていた。名は有（たもつ）、字は仲車、通称は有助。
もとは肥前国佐賀藩多久領の出身で、学問を究め、長じて佐賀藩士となり、佐賀藩第8代藩主鍋島治茂の侍講をつとめた。
古賀精里・長尾東郭とともに「佐賀の三博士」と称され、佐賀藩中興の祖と賞揚された名君・鍋島治茂の藩政改革を支えた。藩校弘道館（現・佐賀県立佐賀西高等学校）創立メンバーの一人でもある。

## 来歴
佐賀藩多久領の家臣を経て、佐賀本藩の儒学者になった石井十郎太夫忠貫の次男として生まれた。
生家は、佐賀藩主鍋島家の藩祖以来の外戚の一族である石井家の庶家。多久領主多久家（水ヶ江龍造寺家）の家祖龍造寺家兼の曾孫婿として重用された石井尾張守兼清の子孫の家であるが、分家のため小禄で、暮らしぶりは極めて質素であった。父の忠貫も俊才であり、学問で身を立てて、儒学者として佐賀本藩に召し出されるほどの人であったため、鶴山も幼少時より学問に親しみ、とくに漢詩については、極めて高い才能があったという。
大潮元皓に学んだ後、多久領の学問所である東原庠舎に入り、若くして訓導を務めた。その後、京都に遊学して高葛波に師事した。遊学からの帰国後、郷里の東原庠舎で教鞭をとっていたが、31歳のとき、佐賀藩第8代藩主鍋島治茂に召し出されて侍講の職を拝命した。鶴山は、もともとは多久家の家臣で、陪臣の身であったため、当時、一気に藩主直参、しかも重臣に登用されるという異例の人事であった。治茂のこの抜擢人事により、鶴山は家禄を賜り、鶴山を祖・初代とし、学問で仕える「石井鶴山家」が創設された。
当時、治茂は、藩財政の慢性的な逼迫と、政治の停滞に問題意識を強めており、藩政の抜本的な改革を企図していた。治茂は改革推進のためのブレーンを選んだ結果、鶴山の他、古賀精里、長尾東郭の3名を相談役に任じて、政権運営及び藩政改革を補佐させたものである。治茂は、藩政改革で実績をあげていた熊本藩に鶴山を派遣し、藩政改革の成功要因を調査するように命じた。鶴山は熊本から帰藩後、「藩政改革成功の秘訣は人材の育成にあり」と復命。治茂の命を受けて、鶴山は古賀、長尾とともに、藩内に総合的な藩営教育機関の創設を検討する。鶴山も治茂の藩政改革のために、日本各地の情報収集に勤しみ、近江、美濃、出羽、江戸、上総、下総などを旅し、各地で見聞したことを治茂につぶさに報告している。
藩内に初等教育から高等教育まで包括する九州有数の藩校弘道館（現在の佐賀県立佐賀西高等学校）を開設させると、古賀は初代教授（校長）に、鶴山は初代助教（教頭）に就任した。鶴山はみずから一教員として教壇に立ち、藩士たちの指導にあたった。治茂はその後も鶴山を重用し、江戸参勤の際にも必ず随行させた。大田南畝や頼春水たちとも交流があったという。
寛政2年（1790年）、江戸からの帰国途中に発病し、佐賀藩大坂藩邸にて死去した。享年47歳。
亡骸は、大坂曽根崎の久昌寺に葬られたという。墓（髪塚）は佐賀市の天佑寺にある。
著者に『鶴山詩集』などがある。嫡子の石井文橘（忠辰）も漢学者として佐賀藩に仕えている。